# Универсална титла на WWE
Универсалната титла на WWE е световна титла в тежка категория, създадена и използвана от американската професионална кеч организация WWE за шоуто Първична сила. Тя е една от двете световни титли на компанията, и е създадена на 25 юли 2016 г., за да конкурира на Титлата на Федерацията, която е титла на Разбиване, след връщането на разширяването на марките на 19 юли 2016 г. Титлата е кръстена в чест на феновете на федерацията, WWE Universe (Вселената).

## История
След връщането на Разширяването на марките, се провежда жребий по време на премиерния епизод на Разбиване на живо на 19 юли 2016 г., когато световния шампион на WWE Дийн Амброуз е преместен в Разбиване. На Бойно поле на 24 юли, Амброуз успешно защитава титлата в мач Тройна заплаха срещу преместените в Първична сила Сет Ролинс и Роман Рейнс. Когато Амброуз си запазва титлата, Първична сила остава без световна титла. На следващия епизод на Първична сила, Пълномощничката на Първична сила Стефани Макмеън и главния мениджър на Първична сила Мик Фоли създават Универсалната титла на WWE, която да бъде главната титла на шоуто. Според Фоли, титлата е кръстена в чест на WWE Universe, името, с което федерацията описва феновете.
Първият шампион е коронован на Лятно тръшване на 21 август 2016 г. в индивидуален мач. Сет Ролинс е автоматично обявен за мача, като първият избран за Първична сила, докато опонента му е определен от два мача Фатална четворка на Първична сила, победителите от които се бият един срещу друг в индивидуален мач. Фин Бáлър печели първата Фатална четворка, побеждавайки Сезаро, Кевин Оуенс и Русев, докато Роман Рейнс печели другата, побеждавайки Крис Джерико, Сами Зейн и Шеймъс. Бáлър побеждава Рейнс и е добавен в мача. На Лятно тръшване, Бáлър побеждава Ролинс и става първият шампион. Бáлър става първият кечист, спечелил световна тила на WWE в pay-per-view дебют, печелейки титлата за по-малко от месец от неговия дебют в главния състав на WWE. По време на мача обаче, Бáлър претърпява травма на рамото и е принуден да освободи титлата на следващия ден.

## Дизайн
Титлата е показана на Лятно тръшване, приличайки на Световната титла на WWE, с някои забележими промени. Поясът е червен, символизирайки цвета на Първична сила, а линията на логото на WWE е черна, за да може да се забелязва (обратно на Световната титла). Тъй като прилича на Световната титла, в центъра е голямото лого на WWE, с диаманти, който го запълват и обикалят, и фразата „Универсален шампион“ под логото. Всяка странична част, поставена до две златни метални линии, включва същия образ на Световната титла, защото логото на шампиона участва в дизайна на страничните части, като поле с неговото име.

### Оценка
Пояса получава силно негативна реакция от феновете, както публиката на Лятно тръшване, така и онлайн. Адам Силвърщайн от CBS Sports нарича титлата „грозна“, докато Джейсън Пол от Pro Wrestling Dot Net я описва като „титла, която никой не хареса“. New England Sports Network казват, че първото разкриване на титлата е станало от „значим момент за компанията“ в „неловко изпитване“.
След дебютът на титлата, Сет Ролинс отвръща на феновете, пишейки в Twitter: „По-важното от появата на титлата е това, което представя за мъжете, биейки се за нея. Наистина ме разочаровахте тази вечер, Бруклин“. Главния мениджър на Първична сила, подражавайки на написаното от Ролинс с дълъг пост във Facebook, припомня, че е бил представен с Хардкор титлата, която е облепена с тиксо, което претендентите "правят... означавайки нещо, като пребиват [техните] задници, за да покажат [истинската] стойност". Докато говори на следващия епизод на Първична сила, Ролинс нарича титлата „красива“.

## История

### Носители
Към 1 март 2025 г., има 6 шампиона с 2 периода без носител. Фин Бáлър е първия шампион, който побеждава Сет Ролинс в мач до туш и предаване на 21 август 2016 г. на Лятно тръшване, но е принуден да предаде титлата, заради истинска травма, претърпяна по време на мача. Заради това, той е шампион за най-кратко време от 22 часа. Кевин Оуенс е най-младият шампион, навършил 32 години и държи титлата за 189 дни. Голдбърг е най-стария шампион, навършил 53 години. Роман Рейнс е най-дълго носител – цели 1316 дни.
Настоящия шампион е Коуди Роудс, който я държи за първи път.
| Номер        | Общ номер на царуване                               |
| Царуване     | Номер на конкретния шампион                         |
| Дни          | Брой държани дни                                    |
| Признати дни | Признати дни от компанията                          |
| †            | Показва настоящият шампион                          |
| <1           | Царуването продължи по-малко от един ден            |
| +            | Показва настоящия брой дни, променяйки се ежедневно |

| №  | Шампион               | Дата                | Събитие                  | Място                     | Царуване | Дни         | Признати дни | Пояснение | Изт.          |
| -- | --------------------- | ------------------- | ------------------------ | ------------------------- | -------- | ----------- | ------------ | --- | ------------- |
| 1  | Фин Бáлър             | 21 август 2016 г.   | Лятно тръшване           | Бруклин, Ню Йорк          | 1        | <1          | <1           | Титлата е създадена за Първична сила, след като Титлата на Федерацията стана есклузивно за Разбиване след Драфта за 2016 г. Балор победи Сет Ролинс в мач Туширане или предаване-единствено мач за да стане първият шампион.                                | [ 19 ]        |
| —  | Няма носител          | 22 август 2016 г.   | Първична сила            | Бруклин, Ню Йорк          | —        | —           | —            | Освободена поради това, че Балор получи истинска травма на рамото по време на мача си на Лятно тръшване. | [ 20 ] [ 21 ] |
| 2  | Кевин Оуенс           | 29 август 2016 г.   | Първична сила            | Хюстън, Тексас            | 1        | 188         | 188          | Това беше Фатална четворка елиминационен мач за свободната титла, включващ също Големият Кас, Роман Рейнс и Сет Ролинс. | [ 22 ]        |
| 3  | Голдбърг              | 5 март 2017 г.      | Бързата лента            | Милуоки, Уисконсин        | 1        | 28          | 27           | | [ 23 ]        |
| 4  | Брок Леснар           | 2 април 2017 г.     | КечМания 33              | Орландо, Флорида          | 1        | 504         | 503          | | [ 24 ]        |
| 5  | Роман Рейнс           | 19 август 2018 г.   | Лятно тръшване (2018)    | Бруклин, Ню Йорк          | 1        | 64          | 63           | |               |
| —  | Няма носител          | 22 октомври 2018 г. | Първична сила            | Провидънс, Роуд Айланд    | —        | —           | —            | Освободена, след като Роман Рейнс обяви, че има легитимна повторна диагноза левкемия. |               |
| 6  | Брок Леснар           | 2 ноември 2018 г.   | Кралско бижу (2018)      | Рияд, Саудитска Арабия    | 2        | 156         | 156          | Оригиналният план беше планиран мач тройна заплаха, в който Роман Рейнс трябваше да защитава титлата срещу Леснар и Броун Строуман. След като Рейнс се отказа от титлата, мачът се превърна в индивидуален мач между Леснар и Строуман за свободната титла. |               |
| 7  | Сет Ролинс            | 7 април 2019 г.     | Кечмания 35              | Ийст Ръдърфорд, Ню Джърси | 1        | 98          | 98           | |               |
| 8  | Брок Леснар           | 14 юли 2019 г.      | Екстремни правила (2019) | Филаделфия, Пенсилвания   | 3        | 28          | 27           | Брок Леснар кешира своя договор в куфарчето. |               |
| 9  | Сет Ролинс            | 11 август 2019 г.   | Лятно тръшване (2019)    | Торонто Онтарио, Канада   | 2        | 81          | 80           | |               |
| 10 | „Сатаната“ Брей Уайът | 31 октомври 2019 г. | Кралско бижу (2019)      | Рияд, Саудитска Арабия    | 1        | 119         | 118          | Това беше мач от Тушовете важат навсякъде който не можеше да бъде спрян по никаква причина. Титлата стана есклузивна за шоуто Разбиване поради статута на Уайът като кечист на Разбиване.                                                                   |               |
| 11 | Голдбърг              | 27 февруари 2020 г. | Супер ШоуДоун (2020)     | Рияд, Саудитска Арабия    | 2        | 28          | 37           | WWE признава това царуване като завършващо на 4 април 2020 г., когато следващия мач се излъчва на лента със забавяне. |               |
| 12 | Браун Строуман        | 26 март 2020        | Кечмания 36 Първа вечер  | Орландо, Флорида          | 1        | 150 или 151 | 141          | Кечмания е записана на 25 и 26 март и този мач се провежда на част 1. WWE признава това управление като на 4 април 2020 г., когато мачът се излъчва на лента със забавяне.                                                                                  |               |
| 13 | „Сатаната“ Брей Уайът | 23 август 2020 г.   | Лятно тръшване (2020)    | Орландо, Флорида          | 2        | 7           | 6            | Това беше Тушовете важат навсякъде мач |               |
| 14 | Роман Рейнс           | 30 август 2020 г.   | Разплата (2020)          | Орландо, Флорида          | 2        | 521+        | 521+         | Това беше Тройна заплаха без никакви ограничения мач, в който участваше и Браун Строуман, който Рейнс тушира. |               |
| 14 | Роман Рейнс           | 30 август 2020 г.   | Разплата (2020)          | Орландо, Флорида          | 2        | 1316        | 1316         | Това беше Тройна заплаха без никакви ограничения мач, в който участваше и Браун Строуман, който Рейнс тушира. |               |
| 15 | Коуди Роудс           | 7 април 2024 г.     | Кечмания XL Втора вечер  | Филаделфия, Пенсилвания   | 1        | 1+          | 1+           | Това беше мач Правилата на Кръвната линия, където е защитена и Титлата на WWE. |               |

## Комбинирани
За март 1, 2025.
| † | показва настоящият шампион |

| Ранк | Кечист                | No. на царуване | Комбинирани дни | Комбинирани дни, според WWE |
| ---- | --------------------- | --------------- | --------------- | --------------------------- |
| 1    | Роман Рейнс           | 2               | 1316            | 1316                        |
| 2    | Брок Леснар           | 3               | 688             | 686                         |
| 3    | Кевин Оуенс           | 1               | 188             | 188                         |
| 4    | Сет Ролинс            | 2               | 179             | 178                         |
| 5    | Браун Строуман        | 1               | 150             | 141                         |
| 6    | „Сатаната“ Брей Уайът | 2               | 126             | 124                         |
| 7    | Голдбърг              | 2               | 55              | 64                          |
| 8    | Фин Балър             | 1               | 1               | 1                           |
| 9    | Коуди Роудс †         | 1               | 1               | 1                           |